# Karditsa (periferie-district)
Karditsa (Grieks: Καρδίτσας) is een periferie-district (perifereiaki enotita) in de Griekse regio Thessalië. De hoofdstad is het gelijknamige Karditsa en het periferie-district had 129.501 inwoners (2001).

## Geografie
Landbouwgebied domineert het centrale en oostelijke deel van het departement en is onderdeel van de Thessalische vlakte. Het zuiden en het westen worden gedomineert door bergen, zoals de Agrafa, wat een onderdeel is van het Pindosgebergte. Het Stuwmeer van Tavropou (of Plastiras) ligt in het zuiden.

## Plaatsen[2]
| Plaats             | Hoofdplaats (vroeger) | Postcode | GEMEENTE       | Hoofdplaats van de gemeente |
| ------------------ | --------------------- | -------- | -------------- | --------------------------- |
| Acheloos           | Vragkiana             | 430 66   | Argithea       | Anthyro                     |
| Anatoliki Argithea |                       |          | Argithea       | Anthyro                     |
| Argithea           | Anthiro               | 430 65   | Argithea       | Anthyro                     |
| Arni               | Mataragka             | 433 00   | Sofades        | Sofades                     |
| Fyllo              | Itea                  | 430 62   | Palamas        | Palamas                     |
| Itamos             | Kallithiro            | 431 00   | Karditsa       | Karditsa                    |
| Ithomi             | Fanari                | 430 64   | Mouzaki        | Mouzaki                     |
| Kallifono          |                       | 431 00   | Karditsa       | Karditsa                    |
| Kampos             | Stavros               | 431 00   | Karditsa       | Karditsa                    |
| Karditsa           |                       | 431 00   | Karditsa       | Karditsa                    |
| Menelaïda          | Kedros                | 433 00   | Sofades        | Sofades                     |
| Mitropoli          |                       | 431 00   | Karditsa       | Karditsa                    |
| Mouzaki            |                       | 430 60   | Mouzaki        | Mouzaki                     |
| Nevropoli Agrafon  | Pezoula               | 430 60   | Limni Plastira | Morfovouni                  |
| Palamas            |                       | 432 00   | Palamas        | Palamas                     |
| Pamisos            | Agnantero             | 430 61   | Mouzaki        | Mouzaki                     |
| Plastiras          | Morfovouni            | 430 67   | Limni Plastira | Morfovouni                  |
| Rentina            |                       | 430 68   | Sofades        | Sofades                     |
| Sellana            | Proastio              | 430 70   | Palamas        | Palamas                     |
| Sofades            |                       | 433 00   | Sofades        | Sofades                     |
| Tamasio            | Leontari              | 430 63   | Sofades        | Sofades                     |

Karditsa · Larissa · Magnisia · Sporaden · Trikala